# Isoprenoïde
Isoprenoïden of terpenoïden zijn stoffen die een rol spelen bij verschillende processen in het lichaam, zoals het delen en de ontwikkeling van cellen. Een bekend voorbeeld van een isoprenoïde is cholesterol. Isoprenoïden worden in verschillende stappen opgebouwd uit stoffen als vetten, suikers en aminozuren.
Chemisch gezien kunnen de stoffen afgeleid gedacht worden van isopreen, al is voor het ongeoefende oog de relatie niet altijd meteen duidelijk.